# Jablance, Duplek
Jablance este o localitate din comuna Duplek, Slovenia, cu o populație de 200 de locuitori.